# 平台即服务
平台即服務（英語：platform as a service）是一種雲端運算服務，提供運算平台與解決方案服務。在雲端運算的典型層級中，PaaS層介於軟體即服務與基礎設施即服務之間。
PaaS提供使用者將雲端基礎設施部署與建立至用戶端，或者藉此獲得使用程式語言、程式庫與服務。使用者不需要管理與控制雲端基礎設施（包含網絡、伺服器、作業系統或儲存），但需要控制上層的應用程式部署與應用代管的環境。
PaaS將軟體研發的平台做為一種服務，以軟體即服務（SaaS）模式交付给用户。因此，PaaS也是SaaS模式的一種應用。但是，PaaS的出現可以加快SaaS的發展，尤其是加快SaaS應用的開發速度。
PaaS 提供软件部署平台（runtime），抽象掉了硬件和操作系统细节，可以无缝地扩展（scaling）。开发者只需要关注自己的业务逻辑，不需要关注底层。下面这些都属于 PaaS。
- Heroku
- Google App Engine
- OpenShift
- AWS Elastic Beanstalk